# Красная (Вологодская область)
Красная — упразднённая деревня в Верховажском районе Вологодской области России.

## География
Урочище находится в северной части области, в подзоне средней тайги, в пределах южной части Важско-Кулойской низины, к востоку от реки Терменьги, на расстоянии примерно 26 километров (по прямой) к юго-западу от села Верховажье, административного центра района. Абсолютная высота — 172 метра над уровнем моря.

### Климат
Климат характеризуется как умеренно континентальный. Среднегодовая температура воздуха — +1,8 °C. Абсолютный минимум температуры воздуха составляет −46 °C; абсолютный максимум — +37 °C. Безморозный период длится 110—115 дней. Среднегодовое количество атмосферных осадков составляет 637 мм. В течение года преобладают ветра юго-западного направления.

## История
В 1881 году входила в состав Чушевице-Покровской волости Вельского уезда Вологодской губернии.
По данным 1909 года, в деревне Красногорское (Красное) имелось 6 хозяйств и проживало 38 человек (22 мужчины и 16 женщин).
В 1940 году входила в состав Заболотского сельсовета Верховажского района. По состоянию на 1 января 1973 года в составе Чушевицкого сельсовета.
Упразднена в 1980 году как прекратившая существование.